# MotorStorm
A MotorStorm egy 2006-os autóversenyzős videójáték, amit az Evolution Studios fejlesztett és a Sony Computer Entertainment adott ki PlayStation 3-ra. A játékot 2006. december 14-én adták ki. A MotorStorm több, mint 3 millió példányban kelt el. 2012. januárjától a játék online multiplayer szerverei véglegesen le vannak állítva.

## Játékmenet
A játék a Monument Valley-i kitalált MotorStorm fesztiválon zajlik. A játékosok hét különböző típusú járművet irányítanak a játék során. Minden járműnek saját erősségei és gyengeségei vannak.

## Fordítás
Ez a szócikk részben vagy egészben  a   MotorStorm című angol Wikipédia-szócikk fordításán alapul.  Az eredeti cikk szerkesztőit annak laptörténete sorolja fel. Ez a jelzés csupán a megfogalmazás eredetét és a szerzői jogokat jelzi, nem szolgál a cikkben szereplő információk forrásmegjelöléseként.